# Papercuts
Papercuts ist ein Lied des US-amerikanischen Rappers Machine Gun Kelly. Es wurde am 11. August 2021 über Bad Boy Entertainment veröffentlicht und ist die erste Single aus seinem sechsten Studioalbum Mainstream Sellout.

## Inhalt
Das Lied ist ein Rocksong, der von Machine Gun Kelly (bürgerlich: Colson Baker), Nick Long und Travis Barker geschrieben wurde. Der Text ist in englischer Sprache verfasst. Papercuts ist drei Minuten lang, wurde in der Tonart H-Dur geschrieben und weist ein Tempo von 140 BPM auf. Produziert wurde das Lied von Nick Long und Travis Barker. Das Lied beginnt mit einem auf einer akustischen Gitarre gespielten Intro in niedrigem Tempo, bevor mehrere Powerchords einsetzen und das Tempo immer mehr zunimmt. Am Ende des Liedes ist ein Gitarrensolo zu hören, bei dem ein Tremolo verwendet wurde. Der Text handelt von Machine Gun Kellys Kämpfen mit seiner Prominenz sowie von seinen schlechten Angewohnheiten wie zum Beispiel der Konsum von Drogen. Stilistisch wurde das Lied als Rock bzw. Grunge klassifiziert. Papercuts wurde am 11. August 2021 veröffentlicht. Zwei Tage zuvor wurde der Titel von Machine Gun Kellys neuen Studioalbum Born with Horns bekannt gegeben, der später in Mainstream Sellout geändert wurde. Über Instagram wurde ein Foto von Machine Gun Kelly und Travis Barker veröffentlicht, auf dem beide Musiker den Albumtitel als Tätowierung auf ihren linken Unterarmen präsentiert.

## Musikvideo
Für das Lied wurde ein Musikvideo veröffentlicht, bei dem Cole Bennett Regie führte. Für Cole Bennett war es das erste Mal, dass er für ein Rock-Video Regie führte. Gleich am ersten Tag unterbrach die Polizei die Dreharbeiten. Machine Gun Kelly fuhr ohne Helm auf einem Motorrad den Sunset Boulevard entlang, während Cole Bennett nicht angeschnallt in einem davor fahrenden Wagen saß und drehte. Beide wurden mit Geldstrafen belegt. In weiteren Szenen sieht man Machine Gun Kelly mit einer Glatze und in einem freizügigen Outfit durch Los Angeles gehen. Darüber hinaus wird er mit schwarz gefärbten Eiern beworfen und man sieht ihn, wie er zusammen mit Travis Barker das Lied spielt. Dabei nutzt Kelly eine überdimensionierte Gitarre.

## Rezeption
Tom Breihan vom Onlinemagazin Stereogum beschrieb das Lied als „dramatischen, krachenden Grunge-Pop mit einer großen, stümperhaften Hook und einiger netter Gitarrenaction“. Das deutsche Onlinemagazin laut.de bezeichnete das Musikvideo als „verrückt und originell“. Andrew Sacher vom Onlinemagazin Brooklyn Vegan hingegen beschrieb Papercuts als eine offensichtliche Neufassung des Liedes Where Is My Mind? von den Pixies.

## Chartplatzierungen
Papercuts konnte sich nicht in den offiziellen deutschen Singlecharts platzieren, erreichte jedoch Rang acht der Single-Trend-Charts (21. August 2021).
| ChartsChartplatzierungen            | Höchstplatzierung | Wochen |
| ----------------------------------- | ----------------- | ------ |
| Vereinigte Staaten (Billboard)      | 79 (1 Wo.)        | 1      |
| Vereinigte Staaten (Billboard Rock) | 9 (20 Wo.)        | 20     |
| Vereinigtes Königreich (OCC)        | 74 (1 Wo.)        | 1      |